# Isla Leskov
La isla Leskov es una pequeña isla que integra el grupo denominado islas Traverse en las islas Sandwich del Sur. Se caracteriza por encontrarse a 55 km al oeste fuera del arco formado por el resto de las diez islas del archipiélago y también por ser la isla más pequeña con 0,3 km².
En esta isla se ubica uno de los puntos que determinan las líneas de base de la República Argentina, a partir de las cuales se miden los espacios marítimos que rodean al archipiélago.
La isla nunca fue habitada ni ocupada, y como el resto de las Sandwich del Sur es reclamada por el Reino Unido que la hace parte del territorio británico de ultramar de las Islas Georgias del Sur y Sandwich del Sur, y por la República Argentina, que la hace parte del departamento Islas del Atlántico Sur dentro de la provincia de Tierra del Fuego, Antártida e Islas del Atlántico Sur.

## Geografía
La isla tiene forma de luna en cuarto creciente, con menos de 1,5 km de largo y poco más de 0,5 km de ancho y está situada a unos 50 km al oeste de la isla Visokoi. Tiene una superficie de 0,3 km² y alcanza su punto más alto en el pico Rudder de 185 m s. n. m. Sobresalen la punta Proa al norte y la punta Timón al sur. La punta occidental de la isla (innominada) conforma el punto extremo oeste del archipiélago de las Sandwich del Sur. El aspecto de la isla es el de una loma chata cuyos costados están conformados por acantilados inabordables de más de 50 metros de altitud.
A diferencia de las otras islas del archipiélago, Leskov se encuentra formada de andesita en vez de basalto de lava. No presenta actividad volcánica, aunque hubo reportes en 1830 y 1930. Posee partes con hielo y nieve.

## Descubrimiento y toponimia
La isla Leskov fue descubierta por el explorador ruso Fabian Gottlieb von Bellingshausen el 3 de enero de 1820, quien la llamó Leskov en homenaje al teniente Arkadiy Leskov, tercero al mando del barco Vostok. El 8 de diciembre de 1830 el estadounidense James Brown en el barco Pacific redescubrió la isla (desconociendo la exploración de Bellingshausen),y la nombró Potter Island, topónimo que no perduró.

## Historia
Carl Anton Larsen, noruego y fundador de la Compañía Argentina de Pesca en Grytviken, recorrió el archipiélago en 1908 y describió a la isla Leskov como un volcán extinto. En 1930 se reportó la existencia de calor pero no se afirmó si se trababa de actividad volcánica.
En febrero de 1952, la fragata argentina ARA Sarandí recorrió sus costas como parte de la denominada Operación Foca dentro de la campaña antártica argentina de 1951-1952.